# ترويض الشرسة (مسلسل)
مسلسل مصري من إنتاج سنة 1996، من بطولة آثار الحكيم، وائل نور، أحمد السقا، حسن مصطفى، شويكار، إحسان القلعاوي، مها أحمد، علا رامي، أحمد شاكر عبد اللطيف.

## قصة المسلسل
تدور الأحداث حول "ظريفة" الفتاة القروية التي ينفر الجميع منها وتذهب للعمل كخادمة بمنزل حفناوي بالقاهرة، ولكن عندما يتوفى شقيقها المهاجر لألمانيا وترث منه ثروته تتفاجأ بتقرب الجميع منها.

## تمثيل
| - آثار الحكيم: ظريفة - وائل نور: مسعود - أحمد السقا: محمود - شويكار: عايده - حسن مصطفى: حفناوى | - علا رامي: عبير - أحمد شاكر عبد اللطيف: د. عزيز - مها أحمد: عواطف - محمود القلعاوي: الحاج سليم - محمود التوني: أبو محمود | - كرم الواحى: الدهل أخو نبوية - إحسان القلعاوي: أم محمود - سلوى عثمان: هالة - جليلة محمود: نبوية زوجة سليم - جيهان فاروق | - مجدى كامل: الضابط - شادية عبد الحميد:المعلمة جواهر - على قاعود:شريك حفناوي - فاروق سليمان - غريب محمود:المعلم فتيحة |

| - فوزية عزت - ناجي سعد:الفرارجي - ثريا إبراهيم:ام هالة - فاتن شعبان: موزه - نبيل الغول - محمد عتريس:أبو سكر - عليه حامد | - حسان العربي:سائق حفناوي - عمران بحر:القهوجي - كمال الزيني - عزت المشد:مدير البنك - سليمان عيد:صبي فتيحة - أحمد الطاهر:زميل عزيز | - عطا الغمراوى - نجوى كامل - مديحة أنور - كمال الألفى:صاحب محل - صالح العويل - عبد العزيز عيسى | - سيد مصطفى - يحيى زكريا - عصام شاهين:موظف لدى حفناوي - محمود بشير - نوال البطوطى - أحمد فوزي | - ميرفت الشناوي - صبرى إسكندر - عطيات زكي - فؤاد عاصم: المحضر - عمر سلطان: دكتور - علاء زينهم:كفر ظريفة |

## فريق العمل
- نبيل خالد مؤلف
- محسن فكري: مخرج
- إسماعيل كتكت: منتج
- فاروق الشرنوبي:الموسيقى التصويرية